# Olgoj chorchoj

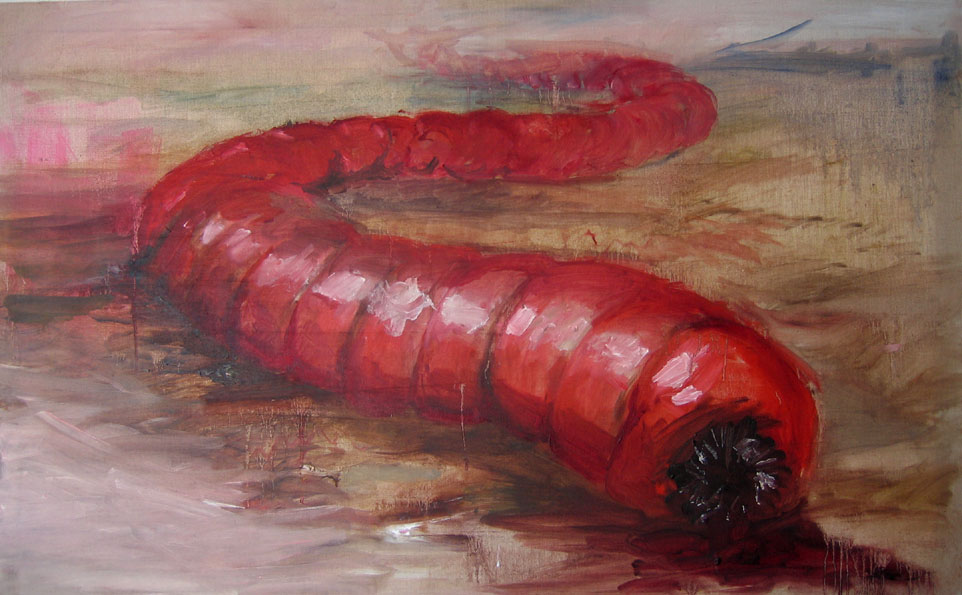
Ilustrační vyobrazení olgoje chorchoje od belgického malíře Pietera Dirkxe

Olgoj chorchoj (mongolsky олгой хорхой; olgoj = tlusté střevo, chorchoj = červ) je mytický písečný červ, který se má vyskytovat v jižní části asijské poušti Gobi. Jeho existence nebyla nikdy prokázána.   

## Legenda
Oba konce těla olgoje chorchoje mají údajně vypadat stejně; nemá prý patrnou hlavu ani ocas. Někteří pro popis jeho zevnějšku kromě výrazů „střevo“ nebo „písečný červ“ údajně používají také označení „šiška salámu“. Zbarvení má být světle hnědé nebo narůžovělé s černými skvrnami v hřbetní části. Vyskytovat se má údajně pouze v písčitých oblastech na jihu pouště Gobi a bývá prý pozorován jen v červnu a červenci, nejteplejším období roku, kdy má údajně vylézat z písku a podzemních doupat. Při pohybu se prý neplazí dopředu, ale koulí se do strany, jakoby „zametal“, a zanechává tak údajně charakteristickou stopu. Podle tradičního pojetí má být olgoj chorchoj považován za agresivního a kvůli své schopnosti údajně zabíjet na dálku za mimořádně nebezpečného živočicha. Při podráždění má prý vztyčit a nadouvat přední část těla a rovněž celkově výrazně ztmavnout. Dle některých výpovědí má dokázat člověka usmrtit na vzdálenost až šesti metrů během několika sekund , údajně silným jedem, elektrickým výbojem nebo dokonce radioaktivním zářením.

## Historie výzkumu

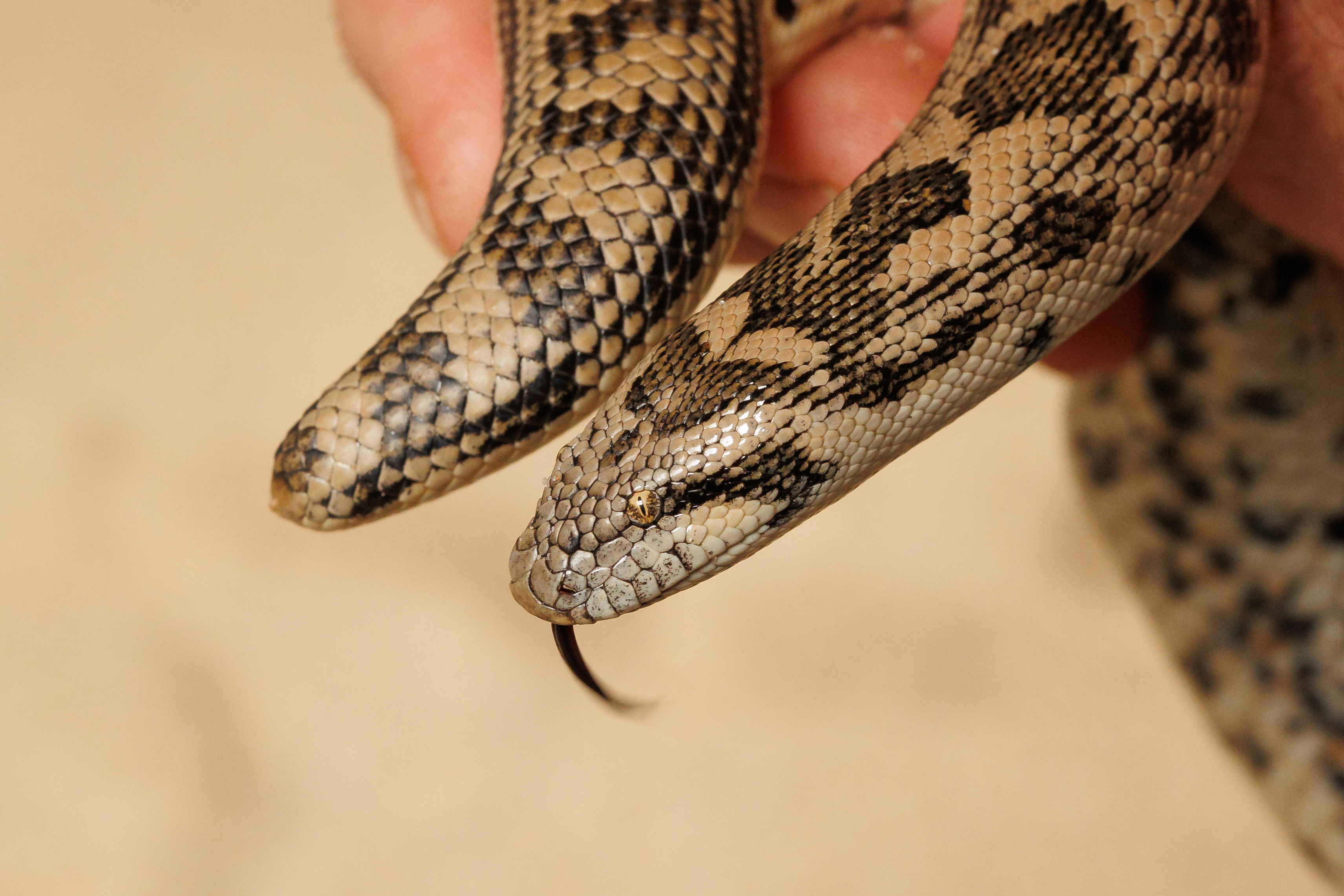
Podobnost hlavy a ocasu hroznýška tatarského

Jednu z prvních výprav do jižní Gobi tvořili geologové a paleontologové z Přírodovědného muzea v New Yorku, kteří zde v letech 1922–1930 objevili rozsáhlá pohřebiště dinosaurů. Vedoucím této expedice byl Roy Chapman Andrews, který výsledky výzkumu shrnul v knize The New Conquest of Central Asia (1932). V této publikaci se údajně objevuje první písemná zmínka o olgoji chorchojovi, přičemž Andrews uvádí, že mu představitel tehdejší mongolské vlády doporučil, aby se pokusil získat alespoň jeden exemplář tohoto údajného tvora. Olgoj chorchoj byl popisován jako beznohé, bezhlavé zvíře, připomínající přes metr a půl dlouhou jitrnici, jehož hlavním atributem má být silná jedovatost. Andrews ve své knize uvádí, že podle místních tvrzení dokáže usmrtit člověka i při pouhém doteku. Během své expedice však Andrews žádného jedince nespatřil a nesetkal se ani s nikým, kdo by tvrdil, že tvora viděl na vlastní oči. V díle zároveň konstatuje, že nebýt silné víry místních obyvatel v jeho existenci, považoval by olgoje chorchoje za pouhý mýtus. Další písemná zmínka o olgoji chorchojovi se objevuje v knize Doroga vetrov od ruského spisovatele a paleontologa Ivana Antonoviče Jefremova, který se účastnil výpravy do Gobi v roce 1946. Ten uvádí, že žádný vědec tohoto podivného červa nepozoroval, přesto legenda o něm zůstává natolik rozšířená a konzistentní, že by mohla mít reálný základ v existenci dosud neznámého či vymírajícího tvora. Jefremov přispěl k popularizaci tohoto mýtu také prostřednictvím své vědeckofantastické povídky Sedm podivuhodných příběhů (1944), která se později dostala i do Československa a inspirovala české badatele a záhadology, kteří se tématem začali zabývat podrobněji.
V roce 1990 se uskutečnila česká badatelská výprava, kterou vedl Ivan Mackerle, která se pokusila ověřit existenci tohoto údajného tvora. Během expedice získal řadu svědectví. Jedno z těchto svědectví se vztahuje k události z 50. let 20. století v oblasti poblíž somonu Bayan Ovó, kde měl být nalezen mrtvý chlapec. Podle vyprávění vedly stopy v písku k napůl zahrabanému neznámému tvoru, kterého se otec dítěte pokusil zabít, avšak podle svědků při střetu s tvorem sám zemřel. Členové výpravy se inspirovali románem Duna amerického spisovatele Franka Herberta a pokoušeli se olgoje chorchoje z písečných dun vypudit bušením dřevěným polenem do země a použitím malých náloží. Přestože se jim nepodařilo žádného jedince spatřit, shromáždili další svědectví o údajném výskytu tvora. Podle místních kočovníků se olgoj chorchoj objevuje nejčastěji po dešti nebo v blízkosti studní, několik dní se vyhřívá na slunci a poté zmizí. Většina popisů se shoduje na podobě silného červa dlouhého až jeden a půl metru, kterému je přisuzována smrtící schopnost. Podle těchto zpráv obývá písečné duny nepřístupných oblastí jižní Gobi a k setkáním s ním údajně dochází nejčastěji v červnu a červenci. V červnu 1991 publikoval Ivan Mackerle v časopise Fate článek, ve kterém uvádí, že olgoj chorchoj údajně dokáže zabít elektrickým výbojem.
V českém prostředí se tématu věnoval například popularizátor kryptozoologie Jaroslav Mareš.
Přírodovědec Miroslav Bobek považuje za předobraz olgoje chorchoje hroznýška tatarského (Eryx tataricus). Tento drobný had z čeledi hroznýšovitých obývá pouště a stepi Střední Asie, od jižního Ruska a Kazachstánu po jižní Mongolsko a západní Čínu. Většina popisů olgoje chorchoje odpovídá právě tomuto druhu, s výjimkou některých fantastických prvků, jako je schopnost nadouvání těla, změna zbarvení nebo údajná schopnost usmrtit člověka na dálku. Hroznýšek tatarský se v Mongolsku vyskytuje v oblastech, kde je olgoj chorchoj údajně spatřován. Nejčastěji se na povrch vyhrabává v letních měsících. Typický je pro něj zvláštní způsob pohybu – had se zavrtává do písku a mizí v něm po několika vlnivých pohybech. Dospělí samci dosahují délky až 50 cm, samice mohou dorůst přibližně 70 cm, přičemž někteří jedinci přesahují délku jednoho metru. Zbarvení hroznýška je velmi variabilní a může připomínat i „střevo naplněné krví“. Tělo tohoto hada je robustní a válcovité, při zběžném pohledu je obtížné odlišit hlavu od ocasu. Tento tvar napomáhá hrabání pod povrchem a současně slouží jako obranný mechanismus – v ohrožení had skryje hlavu a nastaví útočníkovi ocas. Ocasní část těla je navíc zpevněna kostěnými destičkami, tzv. osteodermy. Při obraně může hroznýšek také uvolnit páchnoucí kloakální sekret.

## Kulturní odraz
- Červ olgoj chorchoj vystupuje ve stejnojmenné povídce Ivana Jefremova (napsána 1942–1943) a je krátce zmíněn v Planetě nachových mračen (vyd. 1959) a v dalších dvou dílech bratrů Arkadije a Borise Strugackých. Byl také námětem jednoho z příběhů v britském komiksovém týdeníku 2000 AD a objevuje se v románu Spook Country (vyd. 2007) spisovatele Williama Gibsona.
- Olgoj chorchoj se vyskytuje také v bestiáři Dračího doupěte.
- Olgoj Chorchoj se nazývá i píseň skupiny Medvěd 009
- Olgoj chorchoj se vyskytuje také v knize Ludvíka Součka Krotitelé ďáblů.
- Olgoj Chorchoj (studio) – známé české designérské studio
- Ogloj Chorchoj je bájnou vojenskou jednotkou bránící jednu z bran v české textové strategické online hře Melior Annis

- V jednom dílu seriálu Dobyvatelé ztracené pravdy se Josh Gates se svým týmem vydal na pátrání po tomto tvorovi

### Film
- Ivan Mackerle, Jiří Skupien: Záhada písečného netvora, československý dokument, 1992, 34 minut